# Karaha
Karaha ook: Karahakrater (Indonesisch Kawah Karaha) is een Fumarole op het Indonesische eiland Java in de provincie West-Java.